# Louis Scott
Henry Louis Scott (* 16. November 1889 oder 1891 in Paterson, New Jersey; † Juni 1960 in Cherry Hill, New Jersey) war ein US-amerikanischer Langstreckenläufer.
1911 wurde er US-Meister im Straßenlauf über 10 Meilen, und am 26. Mai 1912 stellte er im Celtic Park von New York City mit 15:06,4 min einen US-Rekord über 5000 Meter auf.
Bei den Olympischen Spielen 1912 in Stockholm wurde er über 5000 Meter Siebter und gab über 10.000 Meter auf. Auch im Mannschaftslauf über 3000 Meter erreichte er nicht das Ziel, wurde aber dennoch wie die anderen Mitglieder des siegreichen US-Teams mit einer Goldmedaille ausgezeichnet. Im Crosslauf belegte er den 24. Platz in der Einzelwertung. Da nur zwei US-Athleten das Rennen beendeten, wurde das US-Team nicht gewertet.

## Weblinks

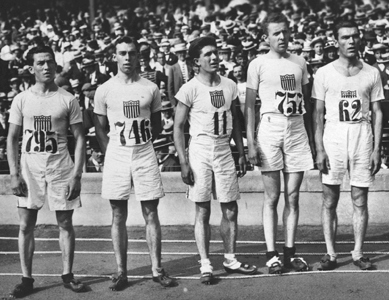
Louis Scott (M.) mit der siegreichen 3000-Meter-Mannschaft